# Ocamonte
Ocamonte è un comune della Colombia facente parte del dipartimento di Santander.
L'abitato venne fondato da Francisco Melendez Valdez nel 1777.